# Pokémon Masters EX
Pokémon Masters EX (ポケモンマスターズ?, Pokemon Masutāzu EX), precedentemente noto come Pokémon Masters, è un videogioco free-to-play per sistemi operativi iOS e Android, sviluppato dalla DeNA, con la collaborazione di The Pokémon Company e del direttore artistico della serie Ken Sugimori. Il gioco è stato pubblicato su App Store e Google Play a partire dal 29 agosto 2019 in tutto il mondo.
Nel gioco, il giocatore può partecipare a lotte Pokémon guidando un protagonista che a inizio gioco creerà e può personalizzare, ed anche altri personaggi che col tempo può sbloccare e acquistare. Ciascuno di questi personaggi avrà un Pokémon con sé con il quale formerà un'Unità, uno speciale legame tra i due.

## Trama
Gli eventi della storia principale si svolgono a Centralipoli, la città principale dell'isola artificiale di Pasio, dove il protagonista arriva, accompagnato dalle unità Misty e Brock, per partecipare al World Pokémon Masters (abbreviato in WPM), organizzato da Kelian, giovane principe tra l'altro creatore dell'isola di Pasio, che aveva ideato questo torneo per invitare gli allenatori migliori di tutte le regioni, e per dimostrare di essere l'Unità, nonché l'allenatore più forte di tutti.
Per accedere alle fasi finali del WPM il protagonista e le Unità alleate dovranno dapprima collezionare le medaglie ottenibili sconfiggendo i cinque Capi WPM. Durante il torneo, tuttavia, sull'isola compare il Team Break, un'organizzazione criminale di allenatori mascherati che il giocatore dovrà affrontare per fermare i loro tentativi di rubare i Pokémon delle altre Unità.

## Modalità di gioco
In Pokémon Masters EX, come nei titoli principali della serie, l'obiettivo principale è vincere le lotte Pokémon, in un sistema di scontri tre contro tre a turni. Al termine di essi, il giocatore otterrà come premio per la vittoria ricompense che consistono in strumenti dalla varia utilità, oltre che punti esperienza e monete. Ogni Unità sarà del tipo a cui appartengono le mosse principali conosciute dal Pokémon della stessa, organizzate in un set di mosse "attive" e strumenti utilizzabili direttamente dal giocatore, che possono arrivare fino a quattro, e un set di mosse passive, abilità e talenti che l'Unità utilizzerà in maniera indiretta durante il combattimento per rendere più favorevoli gli esiti dello stesso. Con le tipabilità due o più Unità dello stesso tipo rinforzano e concedono benefici a tutti gli alleati in campo sempre maggiori, quanto più alto è il livello di tipabilità di ciascuna di loro. Vi è poi l’Unimossa, una mossa speciale di cui ciascuna Unità è dotata, che può rivelarsi decisiva per sconfiggere o comunque infliggere seri danni a un'Unità avversaria, e può inoltre potenziare le mosse normali compiute dopo di essa. Per attivare l'Unimossa, si deve azzerare un contatore delle mosse che il giocatore o l'avversario avrà compiuto nel corso della battaglia. Il giocatore, infine, deve prestare attenzione alla "barra delle mosse", che si consuma quando utilizza le mosse di un'Unità, e che si ricarica man mano lungo la durata del combattimento. Le mosse più potenti e decisive consumano maggiormente la barra, e quindi per riutilizzarle servirà più tempo di ricarica. Le Unimosse, comunque, non dipendono da questa barra, e possono essere utilizzate in qualsiasi momento sono attivate.
Le Unità sono suddivise in tre categorie: vi sono quelli di ruolo Attaccante, specializzati nelle mosse offensive e dotate delle mosse che infliggono maggiori danni, e sono quindi quelle più importanti per sconfiggere gli avversari; quelle di ruolo Tecnico che hanno perlopiù mosse (sia attive che passive) utili per ostacolare l'avversario (facendolo ad esempio tentennare), procurargli problemi di stato (avvelenamento, paralisi, congelamento ecc.), o ridurre le sue statistiche; infine vi sono quelle di ruolo Aiutante, essenziali per le mosse e gli strumenti di cui sono dotate, che aumenteranno le statistiche delle Unità alleate, curano la barra dei punti salute e i problemi di stato, oppure permetteranno di ricaricare subito la "barra delle mosse". 
Gli incontri sono suddivisi in "Gioca in solitaria", modalità in cui il giocatore combatte con tre delle sue Unità contro quelle avversarie, e "Gioca in compagnia", quella cooperativa dove sarà accompagnato da altri due giocatori online, ciascuno dei quali potrà schierare una sola Unità per volta (ma che potrà comunque sostituire quando vuole con le altre due che avrà portato). In questa modalità, inoltre, sarà presente un altro contatore, quello degli Attacchi Combinati, che si attiva quando tutti i giocatori avranno compiuto una mossa offensiva nello stesso turno. Il contatore si scaricherà man mano che i giocatori continueranno a danneggiare gli avversari (più la mossa sarà potente, più veloce sarà il processo), e una volta azzerato si attiverà l'attacco combinato, che sarà più potente a seconda del livello delle Unità e soprattutto se tutte saranno dello stesso tipo. Nel caricare l'attacco è possibile usare un'altra Unità che sostituirà quella precedente in campo. 
In alternativa il giocatore può affrontare la modalità cooperativa da solo, adoperando 9 delle sue Unità, suddivise in tre squadre per fila (delle quali ha il diretto controllo solo di quella centrale).

### Centro Pokémon
Il Centro Pokémon è il luogo di partenza per il giocatore quando si collega al gioco. Può scegliere di interagire con le Unità e i PNG presenti qui, oppure accedere alle modalità principali, tramite i banconi gestite dalle infermiere ( o, in maniera più veloce, premere i tasti corrispondenti a ciascuni di essi, nella parte bassa della schermata di gioco). 

### Avventura
Gestita dall'infermiera Tish, è la modalità principale dove il giocatore accede alle guide area per le lotte di gioco. In ciascuna guida area si affronterà un'Unità in particolare, con la quale avere scontri di difficoltà selezionabile e crescente (da livello "Normale" fino a " Molto Esperto"), aumentando anche la quantità di strumenti che si possono ottenere. Alcune guide area, se vinte senza mandare KO nessuna delle Unità alleate, permettono al giocatore di poter saltarle e rifarle quante volte vorrà, sfruttando i "Biglietti Saltalotta". Il giocatore dovrà, tuttavia, stare attento alla barra della Vitalità che limita il numero di volte che certe guide area possono essere ripetute; i punti Vitalità vengono recuperati col tempo o in alternativa pagando una somma con le valute del gioco, le Gemme. La barra della Vitalità si amplierà man mano che il giocatore fa salire il proprio rango, ottenendo punti esperienza, e in questi casi può anche recuperare punti Vitalità.
La modalità Avventura è suddivisa in sezioni: 
- Storia : dove il giocatore può far avanzare la trama di gioco,  suddivisa al momento in 26 capitoli, più 6 speciali, o comunque ripetere gli scontri affrontati in ciascuno di essi, anche in cooperativa.
- Eventi: Guide area in cui si potranno affrontare Unità speciali e più potenti per un periodo limitato di giorni. Queste saranno utili per portare le missioni più importanti di gioco, e ottenere importanti strumenti e coupon, da utilizzare nel Negozio per ottenere ulteriori strumenti. Oltre a quelli normali, vi sono altre tipologie di Eventi come quelli dedicati al Potenziamento a un tipo specifico, per cui tutte le Unità appartenenti a quest'ultimo riceveranno molti più punti esperienza e saliranno velocemente di livello; le aree dedicate a speciali categorie e tipi di Uova Pokémon; gli Eventi leggendari dove bisognerà affrontare Unità ancor più potenti, rappresentate da alcuni dei cosiddetti Pokémon Leggendari, la vittoria contro i quali permetterà di avere strumenti ancora più speciali ed utili a ottenere tali Unità e potenziarle.
- Episodi Unità:  In questi si può trascorrere del tempo con un'Unità per conoscerla meglio; oppure nel caso di alcune di esse, poter evolvere il loro Pokémon, al termine di una battaglia speciale e l'uso delle cosiddette "pietre evolutive".
- Aree allenamento:  Aree dove poter concentrarsi a raccogliere uno specifico strumento come ricompensa, e poter allenare le Unità. Le aree per ciascun strumento sono suddivise in categorie di livelli, e man mano che la difficoltà aumenterà, sarà possibile ottenere strumenti sempre migliori e più importanti.  In modalità cooperativa, invece, ci sono le Aree Extra, che daranno come ricompensa materiali per gli accessori.
- Residenza Lotta: È una Guida Area dove il giocatore dovrà affrontare una sequenza di lotte, suddivise in sale. La Residenza ha un totale di 30 sale, con lotte sempre più impegnative man mano che si avanzerà da una sala all'altra, e sarà compito del giocatore completare la Residenza entro un periodo limite di giorni. Rispetto alle altre Guide Lotta, i punti salute e gli utilizzi delle mosse delle Unità che hanno combattuto in una sala non verranno ripristinate, e quindi tali Unità procederanno nella prossima sala con le condizioni con cui hanno concluso lo scontro precedente. Ogni giorno, inoltre, è possibile usare solo 9 Unità in totale, e quando i punti salute di una di esse arrivano a 0, non sarà più possibile usarla, almeno fino all'indomani, quando punti salute e utilizzo delle Unità e delle loro mosse saranno ripristinati. Le sale della Residenza sono suddivise in gruppi di 5, nell'ultima sala dei quali si dovrà affrontare un allenatore Boss, più forte degli altri. Al termine di tale sfida viene dato al giocatore la possibilità di ricevere una ricompensa bonus che può scegliere tra le Pietanze curative, che serviranno per poter ripristinare gli utilizzi e i punti salute del gruppo di Unità scelte (tranne quelle esauste), e le Pietanze ricostituenti, che aumentano le statistiche o concedono altri benefici alle Unità che combatteranno nella specifica sala in cui vengono usate, o in alternativa ricevere una ricompensa casuale. Le pietanze potranno essere usate solo nella Residenza Lotta, e scompariranno se non verranno utilizzate entro il periodo limite.

- Lotte Leggendarie:  È una area di lotta dove ci si dovrà confrontare contro un Pokémon Leggendario. Ognuno di essi può essere combattuto un certo numero di volte, a difficoltà sempre crescenti; ciascuna battaglia può essere affrontata più volte per un massimo di 30 unità. Il Pokémon Leggendario sarà dotato di tre segmenti di barre della salute, e man mano che il giocatore esaurirà uno di essi, quello cambierà il suo schema di attacchi e le mosse che userà.  Anche nel caso il giocatore non riesca momentaneamente a mettere KO il Pokemon avversario, a termine di una battaglia, in base ai danni inflitti, può ricevere una ricompensa, che si aggiungerà a quella che otterrà una volta completato l'incontro.  In qualsiasi momento il giocatore può ripristinare i propri progressi e rifare daccapo la battaglia, o comunque ciò accadrà nel caso per una settimana non continuerà da dove ha interrotto.

- Lotte dei Campioni: In questa area sarà possibile misurarsi contro le Unità che fanno parte della Lega Pokémon di una regione. Le battaglie saranno suddivise in 2 difficoltà (Normale e Difficile), e in esse il giocatore dovrà prima confrontarsi contro i Superquattro, e solo successivamente sfidare il Campione. Alla difficoltà Difficile, inoltre, il giocatore dovrà rispettare determinati parametri, che cambieranno man mano che vincerà una battaglia. In particolare dovrà tenere conto che non può usare in più scontri le Unità usate per vincere una precedente battaglia, e dovrà usare una squadra diversa per ognuna di esse.  Una volta completate tutte le sfide, e aver avuto accesso alla Sala d'Onore, il giocatore non potrà più combattere in quest'area fino all'inizio della settimana successiva[5].

#### Negozio
Gestito dall'infermiera Tricia, qui sarà possibile acquistare Unità e scambiare strumenti e accessori. Le Unità saranno acquistabili tramite le Gemme, ottenibili soprattutto portando a termine le missioni e vincendo sfide mai affrontate; in alternativa sono acquistabili a pagamento. Sarà possibile effettuare due tipi di Ricerca Unità: quello normale dove in cambio di 300 gemme sarà possibile ottenere una sola Unità, e quelle x10 dove, al costo di 3000 gemme, è possibile ripetere il processo 10 volte. Il valore di un'Unità è data dalle stelle di cui è dotata (che, ad eccezione di quelle ottenute alla schiusa delle Uova, vanno dalle 3 alle 5 stelle); più stelle avrà un'Unità, più il suo tasso di comparsa sarà basso, e sarà meno probabile da pescare. Durante le Ricerche è possibile ricevere un'Unità già in proprio possesso, e tale doppione permetterà di far avanzare il livello di potenza dell’Unimossa, fino a un massimo di volte, oltre le quali esse si trasformeranno in Uniticket. Un'eccezione sono le Unità Evento, che durante l'Evento in corso a loro dedicato, avranno un tasso di comparsa molto più alto e quindi più semplici da pescare. 
Per quanto riguarda gli strumenti, essi potranno essere acquistati in cambio di Coupon Evento, monete, e strumenti come le Perle e Megaperle. Il Negozio di strumenti sarà suddiviso nelle sezioni dedicate alle ricompense per i vari Eventi, quelle giornaliere, mensili, o comuni, e gli strumenti ottenibili con esse.

#### Unità
Gestita dall'infermiera Tilia, è la modalità dove il giocatore può potenziare su vari aspetti le Unità. Essenziali per i potenziamenti sono gli strumenti che si otterranno come ricompense delle guide area, e ciascuno di essi avrà forme alternative in base alla loro importanza. Con i Manuali di rinforzo, ad esempio, si può aumentare i punti esperienza e il livello delle Unità. Le lattine e bottiglie di Fortosio, Acumene, e Assistina, serviranno per una specifica categoria di Unità (Ad esempio il Fortosio servirà per le Unità Attaccante), con lo scopo principale di permettere ad un'Unità di sbloccare un livello massimo sempre maggiore a cui può arrivare; per sbloccare i livelli più alti, saranno necessari, però anche i Quaderni. Con i materiali ottenibili nelle Sfide extra sarà possibile, invece, creare accessori utili per potenziare durante una lotta una statistica specifica, in particolare per un tipo di Unità. Con gli Uniticket è possibile aumentare il valore in stelle di un'Unità, e permettere a questa quindi di potenziare molto le proprie statistiche e raggiungere livelli più alti, fino anche a un massimo di 6 stelle; alcune di esse potranno persino attivare anche il livello "6 stelle EX" grazie all' Essenza dei Campioni, ottenibile al completamento delle Lotte dei Campioni. La potenza delle Unimosse di un'Unità possono essere aumentati, invece, con le caramelle ottenibili grazie allo scambio dei "Gettoni Caramella mossa", che si ricevono come ricompensa del completamento di alcune guide area o di una missione. La tipabilità di un'Unità e gli effetti che questa avrà, può essere rinforzata, invece, con le sfere "Potenzia Abilità". Per quanto riguarda, infine, i talenti, essi potranno essere sbloccati grazie alle Pergamene talento e i Biscottalenti, che si ottengono come ricompense nelle lotte della Residenza Lotta. 

#### Teca delle Pietre Unità
Un'altra importante funzione per il potenziamento dei Pokémon è la Teca delle Pietre Unità. Essa è composta da caselle che una volta sbloccate permettono al giocatore di potenziare le statistiche di un'Unità, oppure insegnarle nuove abilità passive utili nelle lotte. Le caselle si sbloccano con gli Uniciondoli, che sarà possibile ottenere soprattutto nell'area allenamento specifica, o acquistandoli in Negozio. Gli Uniciondoli Multi ottenuti dal giocatore dovranno essere scambiati con quelli specifici per la Teca di un'Unità.  Sbloccando man mano le caselle di un'Unità si può procedere lungo vari percorsi che permettono di sbloccare sempre nuove caselle con potenziamenti e abilità sempre migliori e più potenti. Queste ultime richiederanno un numero maggiore di Uniciondoli (oltre che un determinato livello dell'Unimossa dell'Unità), ed inoltre consumano l'indicatore dell'energia, limitando il giocatore che potrà sbloccare solo un certo numero di caselle. Si può, comunque, ripristinare l'energia consumata e ricevere nuovamente tutti gli Uniciondoli spesi per le caselle sbloccate, in qualsiasi momento, svuotando la Teca e potendo provare nuovi percorsi di caselle, con diverse abilità e potenziamenti.

### Missioni
Affrontando e vincendo le guide area il giocatore può completare le missioni che troverà nella apposita sezione. Le missioni saranno suddivise tra quelle Evento dove, come già detto, una volta completate daranno come ricompense soprattutto Gemme e Coupon  (in particolare quelli dedicati a potenziare le Unità Leggendarie), quelle Comuni che assicurano soprattutto strumenti di potenziamento, e quelle Giornaliere che potranno essere completate ogni giorno. Il giocatore, inoltre, può ottenere i cosiddetti Emblemi completando alcune missioni che richiederanno requisiti di completamento di una battaglia più impegnativi. 

#### Missioni Tris
È una tipologia speciale di missioni, organizzate in 9 caselle che formano una tessera quadrata. L'obiettivo oltre a completare le singole missioni, ciascuna delle quali darà una ricompensa, sarà anche completare tutte le 8 righe di caselle consecutive, in orizzontale, verticale e diagonale, a completare l'intera tessera di missioni, per ricevere ulteriori ricompense per ogni combinazione, oltre a quella finale di completamento della tessera. 

## Sviluppo e pubblicazione
Pokémon Masters EX è stato ideato da Ken Sugimori, che si è anche occupato della direzione artistica del gioco, con l'intento di riprendere gli allenatori più forti e importanti della serie principale, e avere occasione di interagirci e conoscerli meglio. A collaborare con lui Yu Sasaki, creatore del gioco, che ha affermato che, oltre a Sugimori, durante il suo sviluppo ha lavorato a stretto contatto con The Pokémon Company. 
Annunciato per la prima volta il 29 maggio 2019 durante una conferenza organizzata da The Pokémon Company per annunciare anche tanti altri titoli e piattaforme a tema Pokémon. In seguito, il 24 luglio, è stata annunciata la data di lancio il 29 agosto, e il giorno dopo è stata resa disponibile una versione preview del gioco per gli utenti Android di Singapore, e il 6 agosto per quelli in Canada. 
In occasione dei festeggiamenti per il primo anniversario del gioco, il 17 agosto 2020, tramite un video promozionale Sasaki e Tetsuya Iguchi, annunciano un aggiornamento dell'app che, tra le numerose novità, a partire dal 28 agosto cambia nome in Pokémon Masters EX

## Accoglienza
Prima ancora dell'effettiva uscita, Pokémon Masters EX ha raggiunto grandi numeri, facendo registrare a settimane dalla pubblicazione, già cinque milioni di utenti pre-registrati. Il gran successo del gioco si è confermato nei primi giorni di uscita, nei quali Pokémon Masters ha raggiunto quota 10 milioni di utenti in soli quattro giorni, e in una settimana ha fruttato alla DeNA e The Pokémon Company ben 25 milioni di dollari, classificandosi come la seconda app a tema Pokémon (dopo Pokémon GO), ad aver raggiunto un simile traguardo in così poco tempo.
Nonostante l'immediato successo nei numeri, Pokémon Masters EX è stato presto raggiunto anche da numerose critiche di giocatori e recensori, che hanno lamentato problematiche come la ripetitività e poca longevità del gioco, e lo squilibrio per alcuni fattori di gameplay, come la distribuzione di mosse e abilità tra le varie Unità, e quella di distribuzione delle ricompense. Ad esempio, secondo il sito Spaziogames.it, l'esperienza di gioco viene compromessa dalla possibilità di ottenere poche Gemme nel corso del gioco, favorendo l'acquisto con microtransazioni delle Gemme a pagamento, che rende "la strada per chi decide di non spendere un centesimo sul titolo impervia". A fronte delle critiche diffuse dalla community mondiale del gioco, gli sviluppatori della DeNA sono stati spinti a presentare una lettera di scuse ai fan, assicurando loro che in aggiornamenti futuri avrebbero migliorato il loro approccio al gioco, rendendolo migliore e più coinvolgente.